# Каспар Бекеш
Каспар Бекеш (латинізоване ім'я, власне Гашпар Бекеш, угор. Gáspár Békés, пол. Kasper Bekiesz, лит. Kasparas Bekešas, біл. Каспар Бекеш ; 1520, Трансільванія — 7 листопада 1579, Гродно) — державний і військовий діяч Великого князівства Литовського, друг і сподвижник Стефана Баторія.

## Біографія
Походить із старовинного угорського роду. Його батько Ласло був віце-баном лугоським і німецьким, який отримав прізвисько «Бекеш» від одноіменної місцевості, якою володів. З 1557 служив у Трансільванії при дворі угорського короля Яна Сигізмунда Запольяї, був його скарбником і довіреною особою. В 1565 очолював посольство в Стамбул, метою якого було домогтися підтримки султана Сулеймана I проти імператора Максиміліана II.
Наприкінці 1560-х років виступив на боці Габсбургів у їхньому намірі підкорити Трансільванію. Після обрання Стефана Баторія в 1571 князем Трансільванії виступав проти нього, розраховуючи самому зайняти його місце, але зазнав невдачі. В 1575 його війська були остаточно розбиті, а землі конфісковані. Після обрання в 1576 Стефана Баторія королем польським і великим князем литовським Каспар помирився з ним і в 1577 влаштувався в Речі Посполитій.
Командував угорською піхотою. Відзначився особистою мужністю та військовими талантами при обороні Ельблонгу у 1577 році та у полоцькій кампанії 1579 року. За клопотанням шляхти Великого князівства Литовського в 1579 був зарахований до шляхетського стану, а також отримав у володіння землі, в тому числі в Гродненський повіт. Помер у Гродно 7 листопада 1579.
З ім'ям Каспара Бекеша пов'язана назва бекеші (від пол. bekiesz, bekieszka) — різновиду короткого приталеного каптана, зазвичай на хутрі, з хутряною обробкою по краях рукавів, кишень і подолу.

## Релігійні погляди
Навколо Бекеша групувалися прихильники антитринітаризму, після його смерті католицька і православна церкви заборонили ховати його на своїх кладовищах , внаслідок чого він був похований на Лисій горі у Вільнюсі, де раніше вже був похований угорський полководець Вадуш Паннонієць, що загинув 1579 року. Пагорб, на якому був похований Каспар Бекеш, отримав назву Бекешової гори.